# C.A. de Lima
Charles Abinon de Lima, meglio conosciuto come C.A. de Lima (New York, 13 luglio 1872 – Nizza, 8 agosto 1954), è stato un attore e regista teatrale statunitense.

## Biografia
Nacque a Brooklyn, il 13 luglio 1872. Uomo di teatro, il cui nome appare in cartellone in diversi spettacoli andati in scena a Broadway, prese parte come attore anche ad alcuni film all'epoca del muto tra il 1916 e il 1920. Era sposato con Florence Buchard. Morì in Francia, a Nizza, l'8 agosto 1954 all'età di 82 anni.

## Filmografia
- American Aristocracy, regia di Lloyd Ingraham (1916)
- Her Great Chance, regia di Charles Maigne (1918)
- Il più forte (The Strongest), regia di R.A. Walsh (Raoul Walsh) (1920)
- Profondo rosso (The Deep Purple), regia di R.A. Walsh (Raoul Walsh) (1920)

## Spettacoli teatrali
- Papa Lebonnard (Broadway, 28 aprile 1908) - traduzione
- Little Miss Charity (Broadway, 2 settembre 1920) - regia
- The Married Woman (Broadway, 24 dicembre 1921)